# عرق السادة

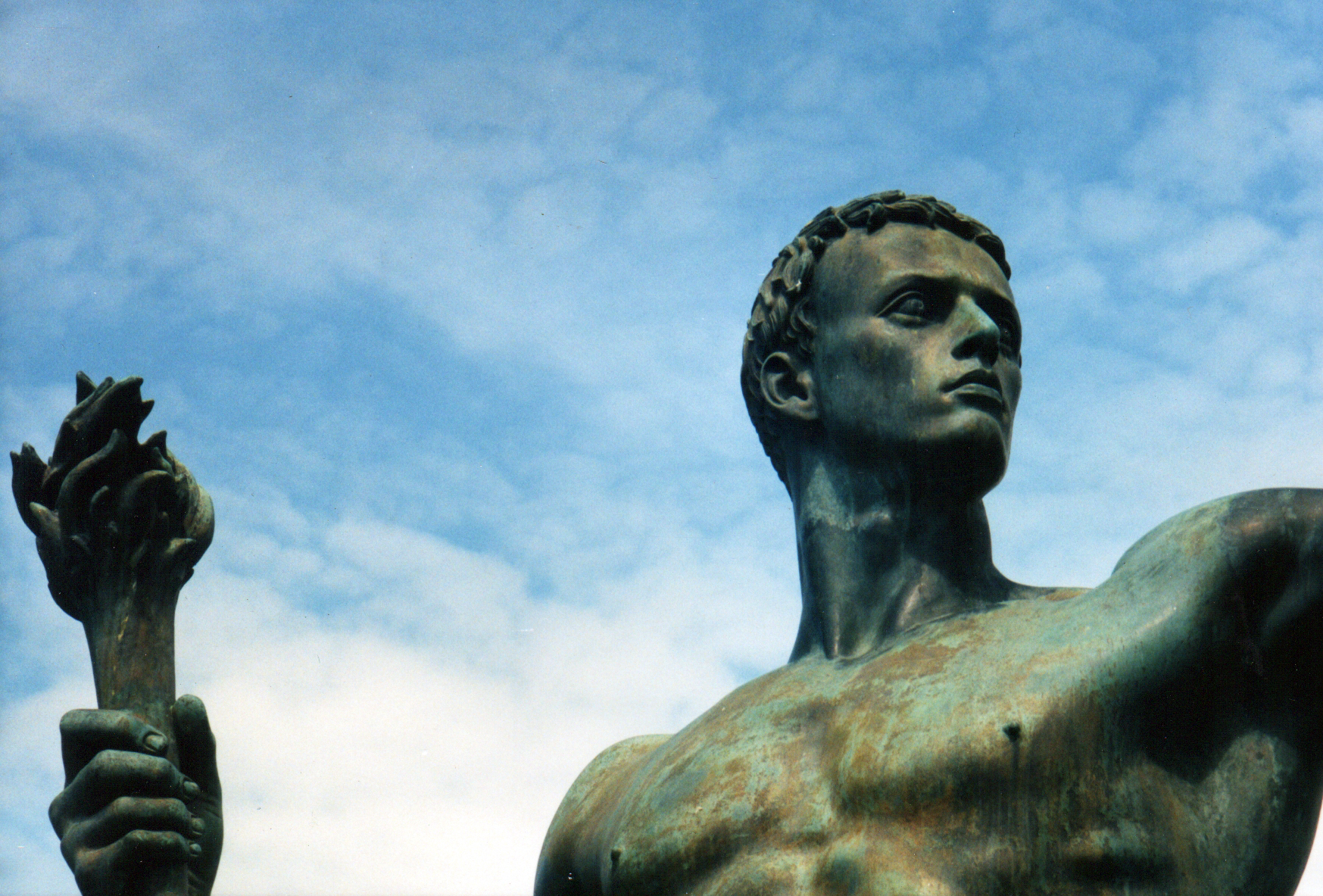

عرق السادة (بالألمانية: Herrenrasse)‏، كما يشار إلى وصلة=| عن هذا الصوت  «سادة الناس») هو مفهوم في الأيديولوجية النازية التي تعتبر فيها السلالات الشمالية أو الآرية المزعومة، السائدة بين الألمان والشعوب الأوروبية الأخرى، هي الأعلى في التسلسل الهرمي العنصري. تمت الإشارة إلى أعضاء هذا العرق المزعوم باسم Herrenmenschen («سادة البشر»).
يعتقد منظر النازية ألفريد روزنبرغ أن العرق الاسكندنافي كان ينحدر من الهنود الأوربيون البدائيون، الذي كان يعتقد أنه سكن في عصر ما قبل التاريخ في سهول ألمانيا الشمالية ونشأ في النهاية في قارة أتلانتس المفقودة. أعلن النازيون أن بلدان الشمال الأوروبي (المشار إليها الآن باسم الشعوب الجرمانية)، أو الآريين كما يطلقون عليها في بعض الأحيان، كانت متفوقة على جميع الأجناس الأخرى. اعتقد النازيون أنهم يحق لهم التوسع إقليميا. هذا المفهوم معروف باسم الشمال. السياسة الفعلية التي تم تنفيذها من قبل النازيين أدت إلى شهادة الآرية. هذه الوثيقة، التي كانت مطلوبة بموجب القانون لجميع مواطني الرايخ هي «شهادة الآرية الصغرى» (كلينر أريناخويس). يمكن الحصول عليها من خلال آننباس، والتي تتطلب من المالك تتبع لها أو نسبه من خلال المعمودية، وشهادات الميلاد أو إثبات مصدقة منه أن جميع الأجداد كانوا من «أصل آري».
تم تعريف السلاف (إلى جانب الغجر واليهود) على أنهم أقل شأنا عنصريا وغير آريين، وبالتالي كانوا يشكلون خطرا على «العرق الآري».  وفقًا لخطة الجوع السرية النازية والجنرال بلان أوست، كان من المقرر إبعاد السكان السلافيين من أوروبا الوسطى من خلال الطرد والاستعباد والتجويع والإبادة،  باستثناء نسبة صغيرة ممن اعتبروا غير سلافيين. أحفاد المستوطنين الجرمان، وبالتالي مناسبين لألمنة.